# Villeporcher
Villeporcher é uma comuna francesa na região administrativa do Centro, no departamento Loir-et-Cher. Estende-se por uma área de 11,82 km². Em 2010 a comuna tinha 157 habitantes (densidade: 13,3 hab./km²).